# Streptolirion volubile
Streptolirion volubile là một loài thực vật có hoa trong họ Commelinaceae. Loài này được Edgew. miêu tả khoa học đầu tiên năm 1845.